# Anticonceptivo subdérmico

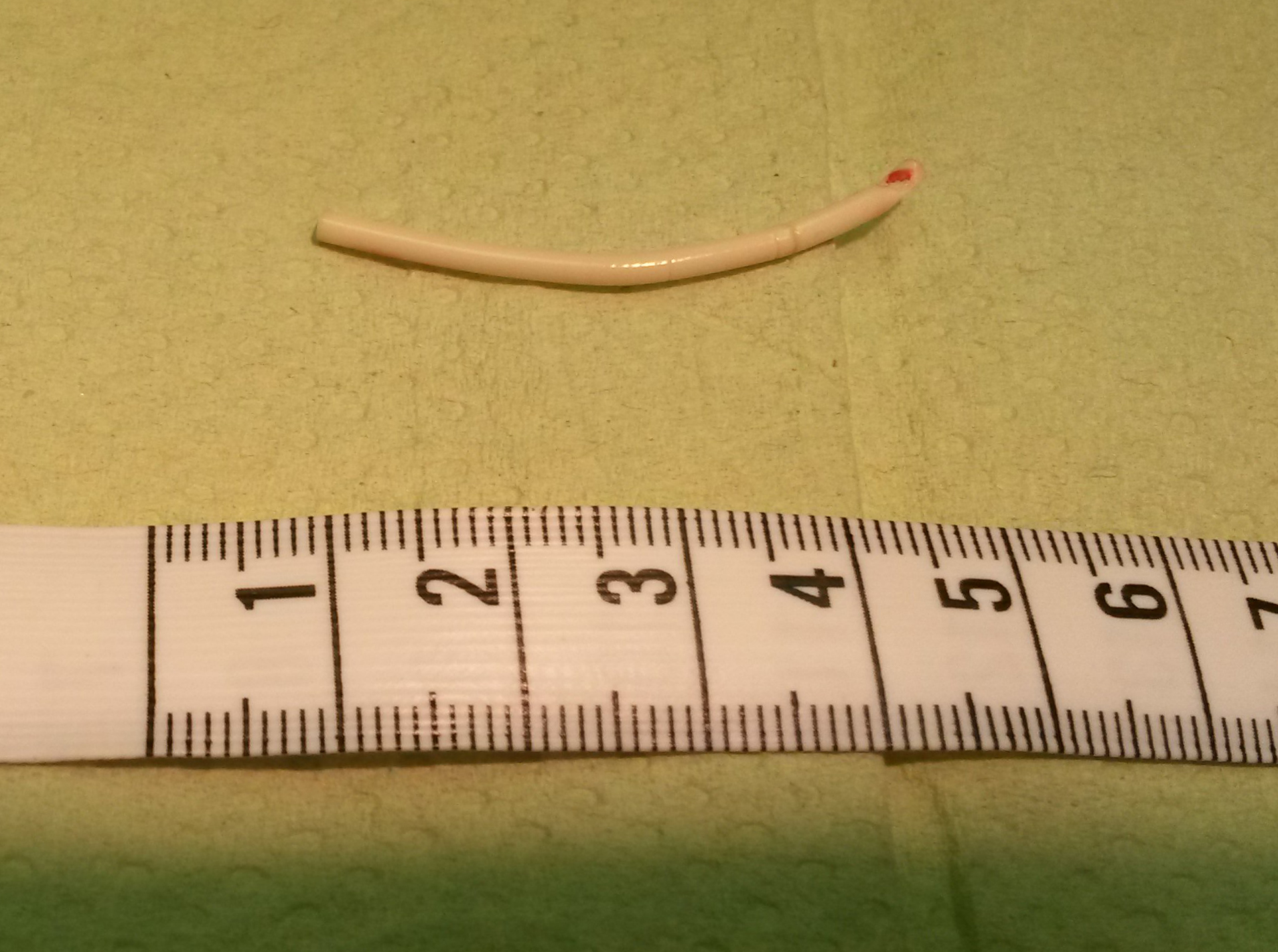
Extraído de Implanon, un implante que funciona como anticonceptivo durante mucho tiempo.

El anticonceptivo subdérmico, también conocido como implante anticonceptivo, implante subdérmico, norplant o en algunos casos erróneamente llamado chip, es un método anticonceptivo hormonal compuesto por una varilla de tamaño pequeño que se coloca debajo de la piel del brazo de la mujer, ofreciendo protección anticonceptiva durante hasta más de tres años. Una vez agotada su efectividad el médico debe retirar el implante. Este método es considerado seguro y efectivo en pacientes de entre 18 y 40 años de edad.

## Historia y desarrollo
Tiene su comienzo en 1967, cuando el estadounidense Sheldon Segal y el chileno Horacio Croxatto propusieron el uso de cápsulas subdérmicas del polímero polidimetilsiloxano (Silastic) para la difusión lenta y prolongada del principio activo anticonceptivo: se propuso que fueran hormonas esteroideas (lipofílicas). En los primeros ensayos —primero en animales y luego en humanos— se utilizó acetato de clormadinona (descartado por su asociación con el cáncer de mama), acetato de megestrol (descartándose por sus efectos secundarios y baja efectividad), noretindrona, la norgestrinona y el levonorgestrel, con fracasos y éxitos. En 1975 el Population Council en coordinación con el Comité Internacional de Investigación Anticonceptiva, seleccionó al levonorgestrel con progestágeno para utilizarlo en el desarrollo de los implantes anticonceptivos subdérmicos por su eficacia y escasos efectos secundarios. La combinación de silastic y levonorgestrel es la que el Population Council utilizó para desarrollar y patentar los sistemas de implantes norplant y norplant-2 (Jadelle).

## Eficacia
Su eficacia se encuentra en torno al 99.95%. Como su colocación se realiza para un largo periodo de tiempo, disminuye el riesgo de olvido que sí tienen otros métodos anticonceptivos como la píldora o el parche anticonceptivo. Otras fuentes indican que su eficacia es de un 95% dependiendo de su correcto uso.

## Ventajas y desventajas
Según Ginecoweb las ventajas e inconvenientes del anticonceptivo subdérmico son los siguientes.

### Ventajas o beneficios
- Alta efectividad anticonceptiva (Muy alta efectividad) - 99.9%
- Excelente opción cuando hay contraindicación para el uso de estrógenos.
- Excelente elección durante la lactancia.
- Bajo costo del método a mediano plazo.
- Sin efecto acumulativo del medicamento: al retirar los implantes se elimina toda medicación en cuestión de pocos días (unas 100 horas, dependiendo de la vida media del componente hormonal).
- Rápido retorno a la fertilidad.
- Amenorrea (ausencia de la menstruación): previene o ayuda a corregir la anemia.
- Efectividad continua.[7]

### Desventajas e inconvenientes
- Alteración del patrón regular de sangrado menstrual 35%.
- Sangrado genital irregular.
- Aumento de peso, acné, retención de líquido (edema), depresión: menos del 10%.
- Alto costo inicial.
- Complicaciones locales en el sitio de la inserción (incisiones cutáneas, anestésicos locales, hematomas, infección), dificultad para retirar los implantes, pérdida ocasional o imposibilidad de retiro de algún implante (casi exclusivamente con el Norplant).
- Efectividad disminuida en pacientes obesas (con un índice de masa corporal mayor de 30).

## Marcas

### Implantes subdérmicos de etonogestrel
- Implanon y Noxplanon- (Laboratorios ORGANON, Merck & Co. etonogestrel). Se compone de un pequeño tubo que se inserta con un dispositivo especial en la cara interna del brazo no dominante; cosa que hace de su inserción (30 segundos) y eventual retiro (3 a 5 minutos) algo muy sencillo, poco doloroso (anestesia local) y sin mayores complicaciones. Este dispositivo libera diariamente pequeñas cantidades de un progestágeno llamado etonogestrel, a diferencia de los otros sistemas de implantes que liberan levonorgestrel. Debido a que se trata de un solo implante la duración de uso se limita a 3 años.[6]

### Implantes subdérmicos de levonorgestrel
- Jadelle -(Wyeth Laboratories, levonorgestrel). Desarrollado por Wyeth es la evolución de implante Norplant (retirado del mercado). Mantiene el mismo agente activo, el levonorgestrel, pero esta versión mejorada y simplificada solo consta de 2 tubitos que se insertan mediante una cánula especial que acompaña a los dispositivos. Su colocación no es tan sencilla como su competencia, el Implanon, ya que requiere dos inserciones a través de una pequeña incisión cutánea hecha con un bisturí.[6]
- Norplant (Wyeth Laboratories, levonorgestrel). El Norplant es el nombre de un implante usado como método anticonceptivo desarrollado en 1983 en Finlandia.[8] El Norplant consiste en un implante subdérmico de 6 pequeñas cápsulas de silicona de 2,4 mm por 34 mm, cada uno con 36 miligramos de levonorgestrel e implantado en el tejido subdérmico del brazo de una mujer, 5 días después de la última menstruación. Las cápsulas liberan el levonorgestrel lentamente y tiene una duración efectiva de 5 años.[9] Puede ser usado por mujeres que amamantan, pero no antes de 6 semanas después del parto.[9] El Norplant ha sido retirado del mercado en los Estados Unidos[10] y el Reino Unido.[11]